# Rhyacophila karila
Rhyacophila karila is een schietmot uit de familie Rhyacophilidae. De soort komt voor in het Nearctisch gebied.